# Gallzein
Gallzein ist eine Gemeinde mit 703 Einwohnern (Stand 1. Jänner 2024) im Tiroler Bezirk Schwaz in Österreich.

## Geographie

### Lage
Die Gemeinde liegt im Gerichtsbezirk Schwaz, auf einer Terrasse des Unterinntals, an den nördlichen Ausläufern der Tuxer Alpen. Das besiedelte Gebiet erstreckt sich über sieben Weiler, die über eine Straße von Schwaz oder von Buch in Tirol erreichbar sind.
Der höchste Punkt der Gemeinde Gallzein ist das Gratzenjoch mit 1998 m.
Der Bucherbach, von den Einheimischen auch Schwadererbach genannt, durchfließt die Gemeinde Gallzein in ihrer Mitte in einem tiefen Graben und mündet bei Buch in den Inn. Östlich des Grabens liegen die Weiler Hochgallzein, Niederleiten und Schöllerberg, westlich davon befinden sich die Weiler Koglmoos, Hof, Wahrbühel und Gattern mit Nasen, Axdorf und Gasteig.

### Gliederung
Gallzein besteht aus den Ortsteilen
- Axdorf
- Gasteig
- Gattern
- Hochgallzein
- Hof
- Koglmoos
- Niederleiten
- Obergattern*
- Schöllerberg
- Schwader-Eisenstein
- Untergattern
- Wahrbichl
- Wiesgattern

### Nachbargemeinden
|           | Buch in Tirol                               |            |
| Schwaz    | Kompassrose, die auf Nachbargemeinden zeigt | Schlitters |
| Fügenberg |                                             |            |

## Geschichte
Der Name Gallzein ist vermutlich rätoromanischen Ursprungs (collacino = „kleiner Hügel“) und wird urkundlich erstmals in den Jahren 1170 bis 1186/87 anlässlich einer Besitzübertragung in „Galcînes“ an das Augustinerchorherrenstift Beyharting in Bayern genannt. Es entwickelte sich keine dörfliche Struktur, die Höfe standen verstreut. Im Jahr 1220 wird die Besiedlung als „Galzins“ urkundlich erwähnt. Der Ort lag im Abbaugebiet des Schwazer Bergbaus, wo vor allem im 15. und 16. Jahrhundert Silber und Kupfer abgebaut wurden. Unterlagen des Gerichtes Rottenberg legen nahe, dass Gallzein schon 1530 eine Hauptmannschaft war. Dennoch wurde keine Kirche gebaut, es entstand auch kein Ortskern. Beginnend mit dem 16. Jahrhundert wurde auf der Schwader Alm bis ins 19. Jahrhundert Eisen abgebaut und verarbeitet.

### Bevölkerungsentwicklung

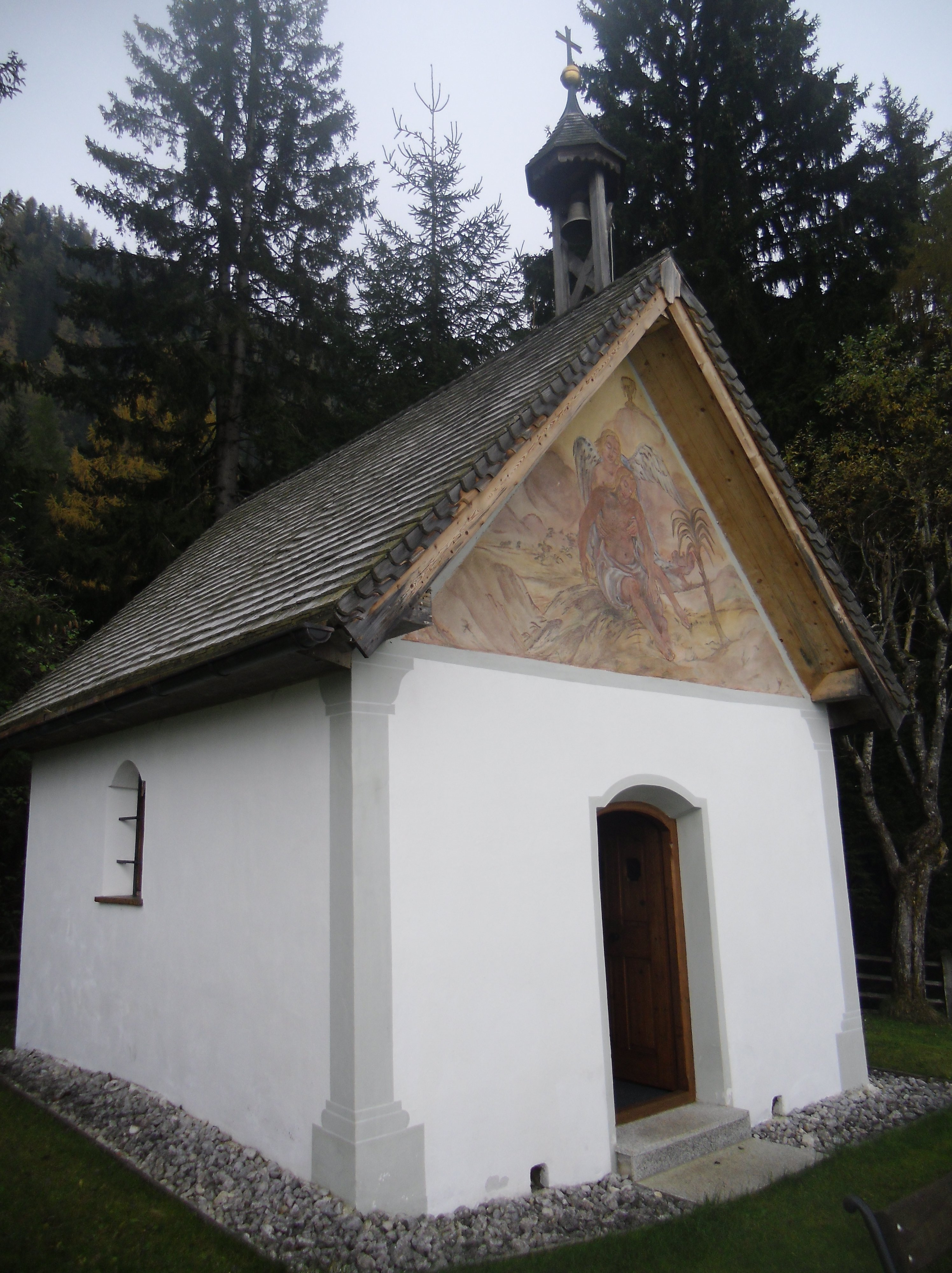
Mariankapelle (Fasserkapelle)

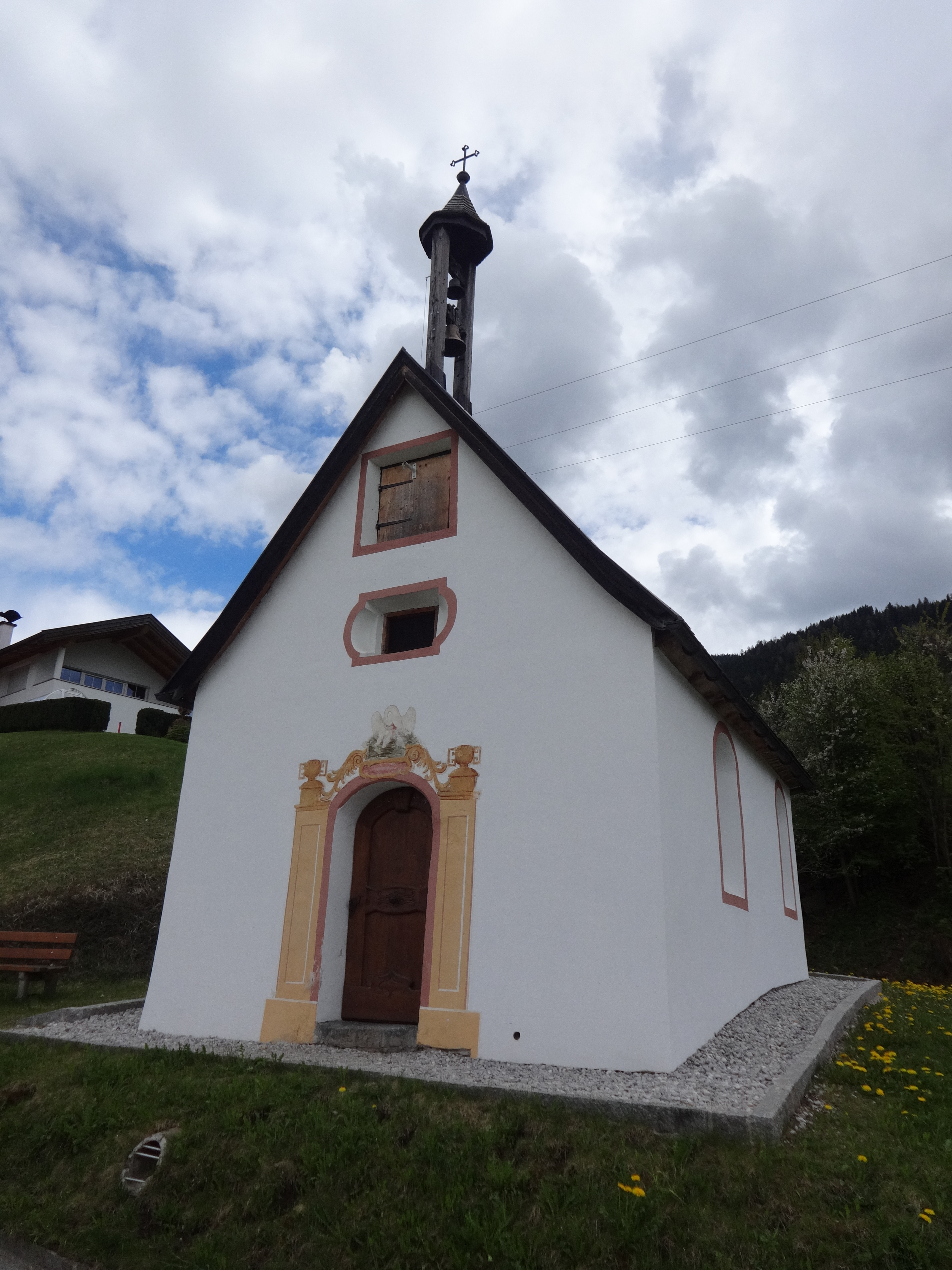
Kobaldkapelle (Kopitkapelle)

| Gallzein: Einwohnerzahlen von 1869 bis 2024         | Gallzein: Einwohnerzahlen von 1869 bis 2024 | Gallzein: Einwohnerzahlen von 1869 bis 2024 | Gallzein: Einwohnerzahlen von 1869 bis 2024 | Gallzein: Einwohnerzahlen von 1869 bis 2024 |
| --------------------------------------------------- | ------------------------------------------- | ------------------------------------------- | ------------------------------------------- | ------------------------------------------- |
| Jahr                                                |                                             |                                             |                                             | Einwohner                                   |
| 1869                                                | 1869                                        |                                             | 400                                         | 400                                         |
| 1880                                                | 1880                                        |                                             | 356                                         | 356                                         |
| 1890                                                | 1890                                        |                                             | 354                                         | 354                                         |
| 1900                                                | 1900                                        |                                             | 311                                         | 311                                         |
| 1910                                                | 1910                                        |                                             | 314                                         | 314                                         |
| 1923                                                | 1923                                        |                                             | 331                                         | 331                                         |
| 1934                                                | 1934                                        |                                             | 323                                         | 323                                         |
| 1939                                                | 1939                                        |                                             | 308                                         | 308                                         |
| 1951                                                | 1951                                        |                                             | 341                                         | 341                                         |
| 1961                                                | 1961                                        |                                             | 305                                         | 305                                         |
| 1971                                                | 1971                                        |                                             | 316                                         | 316                                         |
| 1981                                                | 1981                                        |                                             | 394                                         | 394                                         |
| 1991                                                | 1991                                        |                                             | 449                                         | 449                                         |
| 2001                                                | 2001                                        |                                             | 504                                         | 504                                         |
| 2011                                                | 2011                                        |                                             | 596                                         | 596                                         |
| 2021                                                | 2021                                        |                                             | 696                                         | 696                                         |
| 2024                                                | 2024                                        |                                             | 703                                         | 703                                         |
| Quelle(n): Statistik Austria, Gebietsstand 1.1.2021 |                                             |                                             |                                             |                                             |

## Kultur und Sehenswürdigkeiten
- Mariankapelle
- Kobaldkapelle

## Wirtschaft und Infrastruktur
Gallzein ist landwirtschaftlich geprägt. Von den neunzig Arbeitsplätzen in der Gemeinde entfallen jeweils über vierzig Prozent auf die Landwirtschaft und den Dienstleistungssektor und fünfzehn Prozent auf den Produktionssektor (Stand 2011). Von den über dreihundert Erwerbstätigen, die im Jahr 2011 in Gallzein wohnten, arbeiteten rund siebzig in der Gemeinde, mehr als drei Viertel pendelten aus.
Gallzein ist über eine Landesstraße mit dem fünf Kilometer entfernten Schwaz verbunden. Von dort hat man Anschluss an die Bahnstrecke Kufstein–Innsbruck und die Inntal Autobahn A12.

## Politik

### Gemeinderat
Bei den Gemeinderatswahlen werden elf Mandatare gewählt:
| Partei                                 | 2010  | 2010    | 2016  | 2016    | 2022  | 2022    |
| Partei                                 | %     | Mandate | %     | Mandate | %     | Mandate |
| -------------------------------------- | ----- | ------- | ----- | ------- | ----- | ------- |
| Gallzeiner Bürgerliste                 | 40,92 | 4       | 48,64 | 5       |       |         |
| Bürgermeisterliste Gallzein            |       |         |       |         | 50,98 | 6       |
| unabhängigen-freiheitlichen-Gallzeiner | 8,44  | 1       |       |         |       |         |
| Für Gallzein                           | 42,20 | 5       | 40,91 | 5       | 49,02 | 5       |
| Gallzein Aktiv                         | 8,44  | 1       |       |         |       |         |
| FPÖ – Die Gallzeiner Freiheitlichen    |       |         | 10,45 | 1       |       |         |

### Bürgermeister
Bürgermeister ist Josef Brunner.

### Wappen
Das 1937 verliehene Gemeindewappen erinnert mit dem Rind an die Rinderzucht in der Gemeinde und mit Schlägel und Eisen an den Bergbau am Falkenstein.